# Hères
Hères es una comuna francesa situada en el departamento de Altos Pirineos, en la región de Occitania.

## Demografía
| 162 | 162 | 139 | 145 | 128 | 124 | 122 |
| Para los censos de 1962 a 1999 la población legal corresponde a la población sin duplicidades (Fuente: INSEE [Consultar]) |     |     |     |     |     |     |